# Ich will mehr Muskeln – egal wie!
Ich will mehr Muskeln – egal wie! ist ein Jugendroman von Florian Buschendorff. Der Roman erschien 2008 beim Verlag an der Ruhr als K.L.A.R. Taschenbuch. Der Roman wird als Schullektüre verwendet und es gibt dazu Arbeitsmaterialien.

## Thema
Der Roman befasst sich mit der Problematik von Doping und Anabolika-Konsum im Freizeitsport. Immer mehr Jungen im Alter zwischen 15 und 18 Jahren legen Wert auf einen muskulösen Körper. Sie verbringen mitunter mehrere Stunden täglich im Fitness-Studio, um die Vorstellung ihres „Traumkörpers“ zu verwirklichen. Hierdurch und durch das Milieu im Kraftsportbereich stoßen sie irgendwann ganz notwendig auf die Frage: „Wie kann ich meinen Muskelaufbau beschleunigen?“ Viele Muskelaufbaupräparate werden unter der Hand oder im Internet angeboten – von „absolut wirkungslos“ bis „tödlich“.
Die Geschichte beleuchtet die Psychologie von „Körpersucht“ anhand eines 16-Jährigen, der irgendwann nur noch an eines denkt: an seinen Körper.

## Inhalt
Tim (16) ging früher nur Schwimmen, bis ihm sein Vereinstrainer irgendwann zu Krafttraining geraten hatte. Schnell bemerkt er die positiven Wirkungen; die Leute im Fitness-Studio werden sein sozialer Bezugspunkt. Als er sich traut, Karo, eine Mitschülerin, anzusprechen, entwickelt sich eine Beziehung. Karo hält allerdings nichts von Tims Wunsch, irgendwann wie „Schwarzenegger“ auszusehen. Nachdem er über ein Jahr sein ganzes Taschengeld in Eiweißpräparate umgesetzt hat, schlägt ihm Tobi, sein Coach im Studio, vor, er solle doch mal „etwas Effektiveres“ ausprobieren. Er macht ihn mit Cem bekannt, der im „Turn-It-On“ mit Anabolika handelt. Innerhalb kürzester Zeit bemerkt Tim die muskelaufbauende Wirkung der Mittel, was ihn dazu bringt, das Training fortzuführen und weitere Mittel zu testen. Darüber vernachlässigt er Karo, die nichts von den Substanzen weiß.
Als Cem den Verkauf im Studio einstellt, tritt Tim an die Stelle des Anabolika-Dealers und kann sich dadurch etwas dazuverdienen, auch um seine Mittel zu finanzieren. Tim ist sich der Folgen der Substanzen nicht bewusst. Aufklärung durch seinen Sportlehrer und durch seine Schwester weist er zurück. Sein wachsender Egozentrismus und seine häufiger auftretenden Stimmungsschwankungen führen zum Streit mit Karo, der in eine Trennung mündet. Bei einer Razzia im „Turn-It-On“ fliegt Tim auf. Gegen ihn wird ein Ermittlungsverfahren eingeleitet.

## Rezeption
- Der Sommerleseclub beschreibt den Text des Buches als „flüssig und recht spannend“ und meint, dass das Thema „Jungs ansprechen“ würde. Kritisiert wird, dass der Hauptbösewicht ein Türke sei und es daher ein Einsatz in Hauptschulen „problematisch“ sei. Der Schluss wird als „fast zum Lachen süß“ und „Tims innere Läuterung“ als „unplausibel“ bewertet.[2]